# Шашкю калейдоскопас
Шашкю Калейдоскопас (лит. Šaškių kaleidoskopas, буквально «Шашечный калейдоскоп», транслитерация на латиницу Saskiu kaleidoskopas) — литовский шашечный и шахматный журнал (не периодическое издание). Преимущественно материалы по шашечной композиции. Издается на литовском языке в г. Шяуляй с 1991 года. Издатель, главный редактор — Альгимантас Качюшка.
один из старейших журналов по шашкам на пост-советском пространстве. Среди авторов — ведущие шашисты Литвы, шашечные композиторы Европы.
Редакция журнала проводила несколько международных конкурсов по шашечной композиции: «Lietuva 2008», «Lietuva 2010».

## Выпущено по номерам
- № 1 (1991, март), 600 экземпляров.
- № 2 (1991, сентябрь), 300 экземпляров.
- № 3—4 (1992, июнь), 200 экземпляров.
- № 5—6 (1992, декабрь), 200 экземпляров.
- № 7 (1993, июль), 200 экземпляров.
- № 8 (1994, октябрь), 200 экземпляров,
- № 9 (1996, июнь), 300 экземпляров.
- № 10 (1997, июнь), 200 экземпляров.
- № 11 (1999, январь), 200 экземпляров.
- № 12 (2000, декабрь), 200 экземпляров.
- № 13 (2001, декабрь), в 200 экземпляров.
- № 14 (2003, март), 200 экземпляров.
- № 15 (2005, июль), 200 экземпляров.
- № 16 (2007, июль), 200 экземпляров.
- № 17 (2009, май), 200 экземпляров.
- № 18 (2011, сентябрь), 150 экземпляров.
- № 19 (2016, июнь), 100 экземпляров[6].

## Тривия
В 2006 году редакция журнала «Шашечный Калейдоскоп» (Израиль) сменила название на «Шашечный Израиль», «чтобы не возникало путаницы о каком журнале идет речь»